# Kalmük nyelv
A kalmük nyelv (saját elnevezéssel хальмг келн vagy өөрдин келн) az egyetlen altaji nyelvekhez, azon belül a mongol nyelvek közé tartozó európai nyelv, amit a Kaszpi-tenger térségében beszélnek. A közeli rokon ojrát nyelvvel alkotja az ojrát ágat. Két nyelvjárása a torgut és a dörvöd, melyek között csekély az eltérés. A Kalmük Köztársaságban hivatalos nyelv. A kalmük nyelv beszélőinek száma növekszik, ennek ellenére veszélyeztetett nyelvként tartják számon.
A kalmük az egyetlen buddhista nép Európában.

## Felépítés
A mongol nyelvek kerülik a szóeleji mássalhangzó-torlódást, a jelző a jelzett szó előtt áll, ragokat használnak, és van bennük birtokos személyragozás is. A kalmükben a főnévnek kilenc esete van, a többes számot a -s, -d, -úd, -űd, -nar ragokkal jelöli.  A mai mongol nyelvek a 14. századtól különültek el egymástól. A kalmüknek van saját írása, de 1930 és 1939 között módosított latin, azóta pedig módosított cirill ábécével írják. A nemzetközi szavak orosz közvetítéssel épültek be a nyelvbe.

## Hivatalos státusz
A kalmükök által lakott terület, Kalmükföld Oroszország egyik tagköztársasága, ahol a nyelv hivatalos.

## Története
A kalmük írásbeliség a 17. századig megy vissza. A 18. században kezdődött el a kalmük irodalmi nyelv kora, amelybe számos kifejezést vettek át a mongol és tibeti nyelvből.
A kalmük nyelv a második világháború utáni erőszakos deportálások következtében indult hanyatlásnak. A megbélyegzés megszüntette a generációk közötti nyelvátadást. 1957-ben megszűntek a diszkriminatív intézkedések és a kalmükök visszatérhettek hazájukba, a szovjet hatóságok viszont nem adták fel az oroszosítást, a kalmük nyelvoktatás pedig erősen korlátozott volt. Alapvető változást csak a peresztrojka hozott, amikor jóval nagyobb engedményeket adtak a kalmük nyelvnek.